# Hugo Schroeder (Politiker)
Hugo Schroeder (* 10. April 1829 in Insterburg; † 25. September 1899 in Eisenach) war ein deutscher Jurist und Reichstagsabgeordneter.

## Leben und Wirken
Nach dem Abitur in Berlin studierte Schroeder an den Universitäten Breslau und Berlin Jura. Nach dem Referendarexamen 1850 und dem Assessorexamen 1854 war er zwei Jahre Hilfsarbeiter bei der Eisenbahndirektion der Ostbahn in Bromberg und beim Appellationsgericht Stettin, bevor er von 1856 bis 1862 Staatsanwalt in Suhl und Wittenberg wurde. Von 1862 bis 1877 wurde er für die Deutsche Fortschrittspartei in das Preußische Abgeordnetenhaus gewählt. Dort lehnte er die steigenden preußischen Militärausgaben ab, als dies zu beruflichen Problemen führte, quittierte er den Staatsdienst und war als Journalist bei der National-Zeitung tätig. 1875 wieder im Staatsdienst, wurde er Stadtgerichtsrat und 1877 Kammergerichtsrat in Berlin. Anschließend wechselte er dort um 1880 an das Verwaltungsgericht, wo ihm der Titel eines Geheimen Justizrats verliehen wurde. Von 1880 bis 1896 war er Vorsitzender des Protestantenvereins und Mitglied vieler kirchlicher Gremien.
In den Jahren 1874 bis 1877, 1881 bis 1884 und 1890 bis 1898 gehörte er dem Deutschen Reichstag als Mitglied der Nationalliberalen Partei, Liberalen Vereinigung und der Freisinnigen Vereinigung an.